# Unomásuno
Unomásuno es un periódico de circulación diaria publicado en la Ciudad de México, México, fundado por Manuel Becerra Acosta el 14 de noviembre de 1977 y distribuido en los puestos de periódicos de esa ciudad.

## Historia
Tras la salida de Julio Scherer García como director del periódico mexicano Excélsior, así como de diversos colaboradores (reporteros, editores, fotógrafos, caricaturistas), los periodistas fundaron diversos medios de comunicación en el país, como la revista Proceso por el propio Julio Scherer y Vicente Leñero. Octavio Paz fundó la revista Vuelta. Por su parte, Manuel Becerra Acosta, ex subdirector de Excélsior, fundó el periódico Unomásuno. El primer ejemplar salió a la circulación el 14 de noviembre de 1977.
En su primera portada, apareció el editorial "Nuestro compromiso", que decía:

"Somos consecuencia de una crisis nacional que también afectó el periodismo de modo grave. Es palmario que con lo acontecido el 8 de julio de 1976, cuando el sostén jurídico del viejo Excélsior fue arrancado e interrumpido su bien hacer profesional, se dio el primer síntoma, la primera advertencia de los males que sobrevendrían enseguida, entre los cuales fue más dañino, por originar a los demás, al que deslavó los residuos de la confianza colectiva e hizo surgir esa confusión que impedía distinguir entre lo cierto y lo falso y condujo a la comisión de actos antisociales, en perjuicio no muy retardado para los propios autores que ilusamente pretendieron sustraerse del destino de todos. Cuando, al llegar a su término el pasado gobierno, nos constituimos en la cooperativa de periodistas que dio vida a la editorial que publica nuestro diario, respondimos a una confianza racional, no sólo en nuestra vocación y aptitudes: confianza en un país que requiere información y acepta la crítica. Ahora, como diario, reiteramos el propósito de asumir una actitud antimonologante. Intentamos participar en una sociedad íntegra en sus divergencias. Creemos que la armonía social es posible si se valoriza, aunque fuere por interés pragmático, la primordial contribución de los trabajadores al bienestar común. Propone esta posibilidad la Constitución, instrumento de derecho para establecer la justicia: idea que implica la renovación de la sociedad mexicana mediante un régimen de relaciones equitativas entre los mexicanos. Somos nacionalistas sobre esa sustentación: una nación no se integra sin que su composición política y económica diversa sea óbice, no será capaz de mantener sus convicciones constitucionales ni logrará defender sus derechos frente a las ofensivas del exterior. Y sólo esa esencial unidad nacional permitirá a nuestro pueblo y a nuestro gobierno asociarse a pueblos y gobiernos históricamente afines. En la tarea cotidiana del periodismo hemos de sostener estos principios, con la utilización de datos y hechos que deberán ser reales, indisculpadamente reales, para que nos merezcan validez. Este es el compromiso de Unomásuno al nacer hoy".
 

La nota principal de ese día consignaba la declaración del entonces presidente de la Gran Comisión de la Cámara de Diputados mexicana, Ricardo González Guevara: “Falta de oposición, una amenaza a la sociedad”, escrita por Miguel López Saucedo. Otras notas consignaban noticias como “Somalia rompe con Cuba y se aleja de la URSS”; “Ametrallaron 2 veces la casa de Adolfo Suárez”, desde España, y “La selva lacandona, foco de tensión cercano al estallido incontrolable”, firmado por Rafael Cardona, entre otras.
Entre los periodistas que participaron en este diario, en su primera época, se encontraban: Ramón Márquez, Marco Aurelio Carballo, Antonio Andrade, Enrique Loubet Jr, René Arteaga, Amalia Frías Santillán, Jeannete Becerra Acosta, Eduardo Deschamps, Gonzalo Álvarez del Villar, Víctor Manuel Juárez, Huberto Batis; los fotógrafos Héctor García y Pedro Valtierra; y los caricaturistas, Magú, Ahumada, El Fisgón, Vásquez Lira, Palomo y Kemch.
Asimismo, sus páginas incluyeron textos de intelectuales como Miguel Ángel Granados Chapa, Elena Poniatowska, Luis González de   Alba, Carlos Monsiváis, Federico Reyes Heroles y Enrique Krauze, entre otros.

## Reconocimientos
En 1979, a tan solo dos años de su fundación, el fotógrafo mexicano Héctor García Cobo recibió el Premio Nacional de Periodismo por su destacada colaboración en este diario.
Durante la década de 1980, la cosecha de galardones siguió creciendo, a través de sus colaboradores más destacados. Miguel Ángel Granados Chapa, en 1981, recibió el Premio Nacional de Periodismo, en la categoría Artículo de Fondo.
En 1983, el fotógrafo Pedro Valtierra fue premiado con la misma distinción, debido a su labor en este diario.
Para 1985, el periodista Jorge Hernández Campos resultó ganador de la distinción nacional en la categoría de artículo de fondo, con lo que se sustentaba Unomásuno como una fuente confiable y responsable de información, especialmente en años en los que las comunicaciones no tenían plena libertad.